# Cadereyta de Montes
Cadereyta de Montes è una città dello stato di Querétaro, nel Messico centrale, capoluogo della omonima municipalità.
La municipalità ha una popolazione di 64.183 abitanti e ha una estensione di 1.131 km².

## Luoghi di interesse
Il centro di Cadereyta de Montes dal 2011 fa parte del programma Pueblos Mágicos.